# Bustuchin
Bustuchin é uma comuna romena localizada no distrito de Gorj, na região de Oltênia. A comuna possui uma área de 60.96 km² e sua população era de 3647 habitantes segundo o censo de 2007.